# Siphonostomatoida
Ordre
Les Siphonostomatoida sont un ordre de crustacés copépodes. Le taxon contient environ 75% de tous les copépodes qui parasitent les poissons. Leur succès est lié à leurs mandibules en forme de siphon et au "filament frontal" qui les aide à s'attacher à leurs hôtes. La plupart sont marins, mais quelques espèces vivent en eau douce.

## Liste des familles
- Archidactylinidae
- Artotrogidae
- Asterocheridae
- Brychiopontiidae
- Caligidae
- Calverocheridae
- Cancerillidae
- Codobidae
- Coralliomyzontidae
- Dichelesthiidae
- Dichelinidae
- Dinopontiidae
- Dirivultidae
- Dissonidae
- Ecbathyriontidae
- Entomolepididae
- Eudactylinidae
- Hatschekiidae
- Hyponeoidae
- Kroyeriidae
- Lernaeopodidae
- Lernanthropidae
- Megapontiidae
- Micropontiidae
- Nanaspididae
- Nicothoidae
- Pandaridae
- Pennellidae
- Pontoeciellidae
- Pseudocycnidae
- Pseudohatschekiidae
- Rataniidae
- Samarusidae
- Scottomyzontidae
- Sphyriidae
- Sponginticolidae
- Spongiocnizontidae
- Stellicomitidae
- Tanypleuridae
- Trebiidae

Genres d'attribution incertaine (Incertae sedis):
- Grandiungus
- Hessia
- Hyperoncus
- Pachynesthus
- Polycliniophilus
- Thanatodectes